# Niponius piceae
Niponius piceae är en skalbaggsart som beskrevs av Reichardt 1933. Niponius piceae ingår i släktet Niponius och familjen stumpbaggar. Inga underarter finns listade i Catalogue of Life.